# Modra nad Cirochou
Modra nad Cirochou (em húngaro: Modra) é um município da Eslováquia, situado no distrito de Humenné, na região de Prešov. Tem 7,3 km² de área e sua população em 2018 foi estimada em 994 habitantes.

## Demografia
| Ano:        | 1994 | 2004   | 2014   | 2024   |
| ----------- | ---- | ------ | ------ | ------ |
| Broj ljudi: | 1093 | 1030   | 1007   | 949    |
| Razlika:    |      | -5,76% | -2,23% | -5,75% |

| Ano:               | 2023 | 2024   |
| ------------------ | ---- | ------ |
| Número de pessoas: | 956  | 949    |
| Diferença:         |      | -0,73% |